# اشرف ابراهیم عطوه
اشرف ابراهیم عطوه (انگلیسی: Ashraf Ibrahim Atwa; ۱۹۶۱ – ) نظامی اهل مصر است، که هم‌اکنون به‌عنوان فرمانده نیروی دریایی مصر فعالیت می‌کند.
پیش از آنکه در دسامبر ۲۰۲۱ به این سمت منصوب شود، به عنوان رئیس ستاد نیروی دریایی خدمت می‌کرد.
عطوه در سال ۱۹۸۳ با مدرک لیسانس در رشته مطالعات دریایی و فوق لیسانس در رشته مطالعات نظامی فارغ‌التحصیل شد.
از جمله سمت‌های قبلی او می‌توان به فرماندهی ناوگان جنوبی و همچنین فرماندهی پایگاه‌های دریایی مستقر در پورت سعید و دریای سرخ اشاره کرد.